# Майер, Эрнст (скульптор)
Эрнст Майер (нем. Ernst Mayer; 24 июня 1796, Людвигсбург, Баден-Вюртемберг — 21 января 1844, Мюнхен, Бавария) — немецкий скульптор академического направления.

## Биография

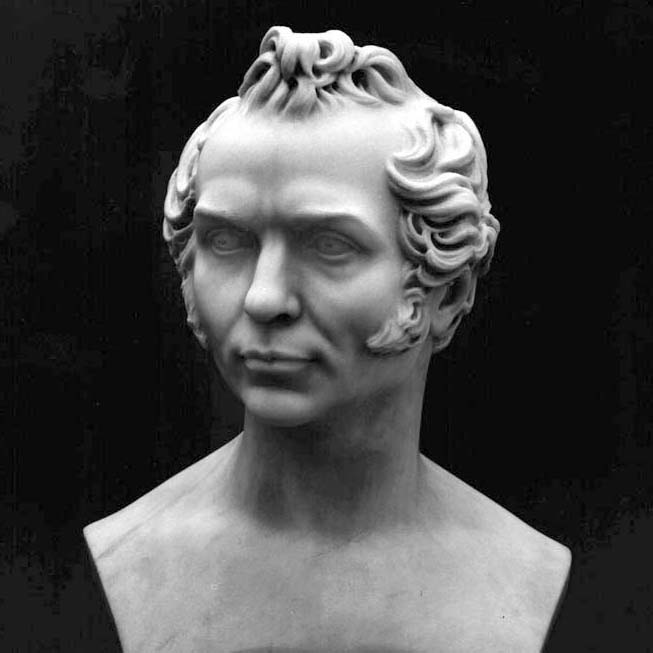
И. Гальбиг. Бюст Эрнста Майера. 1873. Мрамор

Майер был девятым ребёнком в семье Иоганна Эрнста Майера (1754—1812), фабриканта, а затем смотрителя хозяйства и сада в Людвигсбургском замке герцога (впоследствии короля) Фридриха I Вюртембергского, и его жены Кристины Доротеи, урождённой Бак (1752—1813). После начальной школы (Grundschule) в 1810 году Эрнст Майер поступил в ученики к итальянскому скульптору Антонио Кавальере Исопи (Antonio Cavaliere Isopi), преподававшему в Людвигсбургском «Институте изящных искусств» (Instituto delle belle arti di Ludwigsburg), где он изучил лепку, литьё из бронзы и итальянский язык, который пригодился ему во время пребывания в Риме.
В 1818 году баварский архитектор Лео фон Кленце пригласил двадцатидвухлетнего Эрнста Майера вместе с А. К. Исопи в Мюнхен в качестве помощника в своей мастерской. В 1818—1820 годах Майер занимался реставрацией античных скульптур мюнхенской Глиптотеки, выполнял другие работы.
С 1821 по 1825 год Майер был в Италии, в Риме работал помощником скульптора Мартина фон Вагнера, приобретавшего античные статуи для мюнхенской Глиптотеки. В то же время он работал по заказам датского скульптора Бертеля Торвальдсена.
По возвращении в Мюнхен Майер продолжил работы по реставрации античных статуй, но также создавал собственные скульптуры, например фигуры для фронтона здания Глиптотеки, в том числе статуи трёх античных мастеров: коропласта — лепщика женских фигур (кор) из глины (Koroplastes), бронзолитейщика (Statuarius) и резчика по камню (Glyptos). Среди других работ — рельефы и бюсты для Вальхаллы (Зала славы германской нации), надгробия пасынка Наполеона Эжена де Богарне (герцога Лейхтенбергского), умершего в 1824 году (общая композиция Б. Торвальдсена).
В 1830 году Эрнст Майер стал профессором скульптуры Политехнической школы (ныне Технический университет) в Мюнхене. Он женился на Амалии Бергетт (1808—1880), у них родились три дочери и сын.
Майер много работал в различных областях монументальной и декоративной скульптуры, включая изготовление скульптурных деталей мебели. Он также занимался техникой добычи и обработки мрамора в Альпах, изобрел специальную «мельницу» (Untere Mühle an der Singold). Позднее фабрикой управлял его сын Эрнст Фридрих Майер (1835—1906).
Майер умер в Мюнхене в возрасте 47 лет 21 января 1844 года от последствий перелома черепа, который он получил из-за несчастного падения. Могила Эрнста Майера находится на Старом Южном кладбище в Мюнхене.
Преемником Майера в Политехнической школе в 1846 году стал его ученик Иоганн фон Гальбиг.

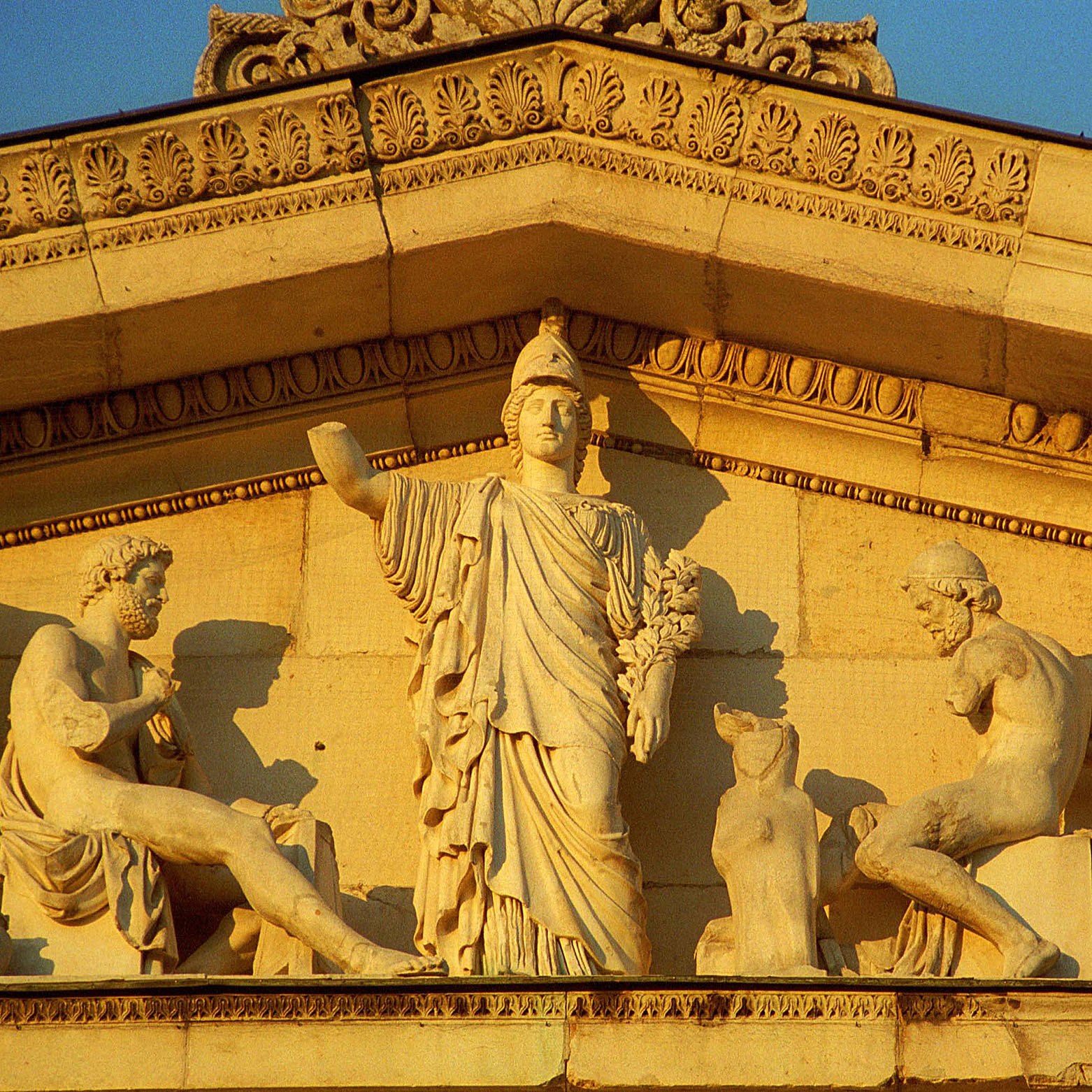
Фронтон здания Глиптотеки в Мюнхене. Деталь. 1825
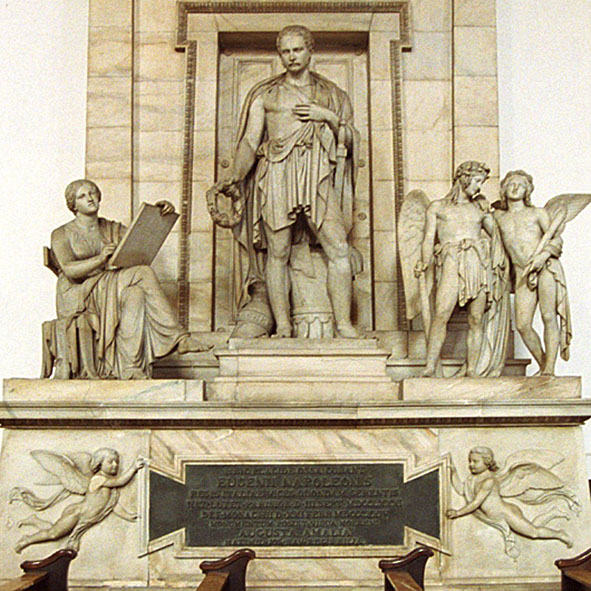
Б. Торвальдсен. Надгробие Эжена де Богарне. Фигуры ангелов Э. Майера. 1824
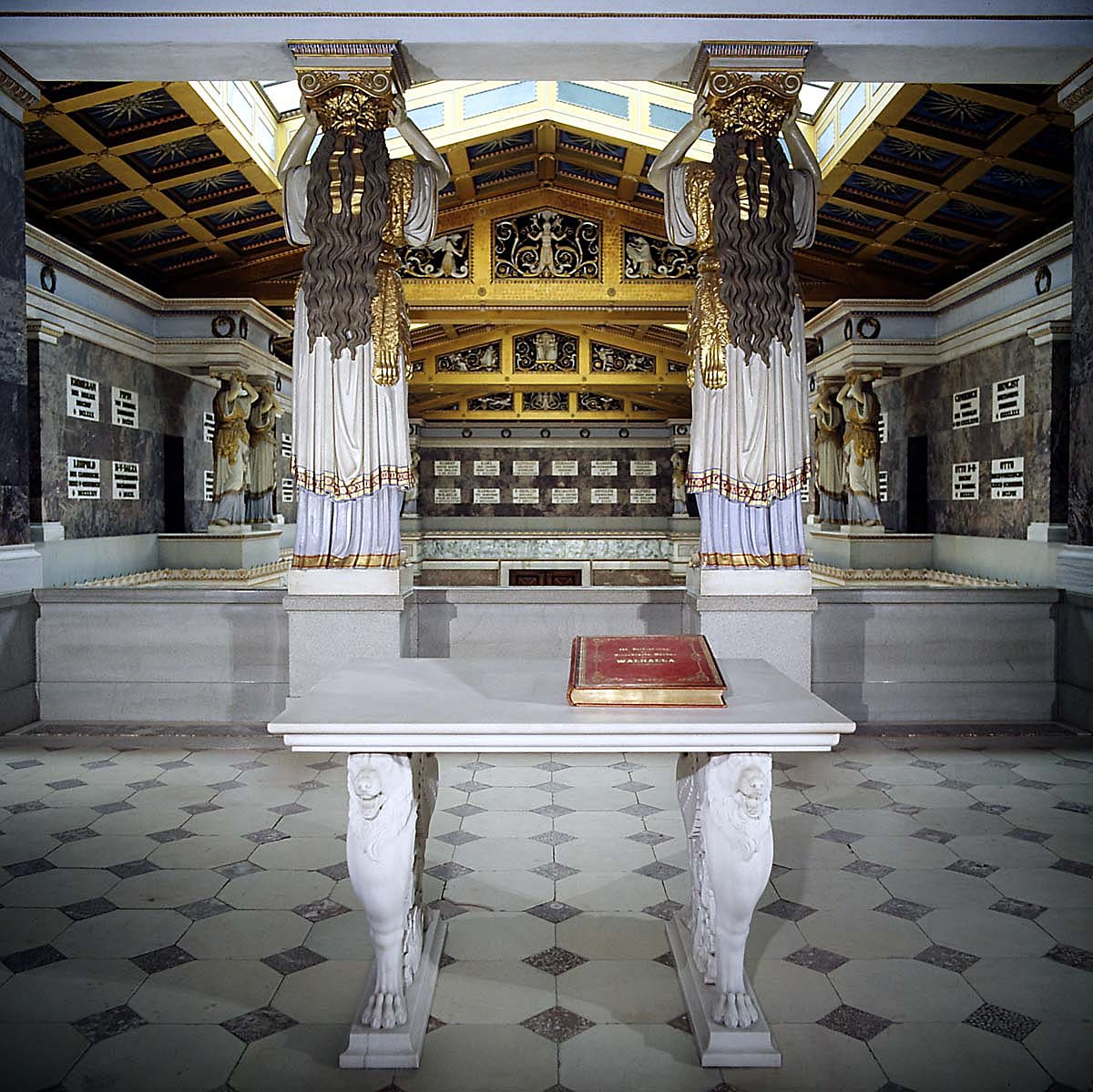
Mраморный стол в зале Вальхаллы
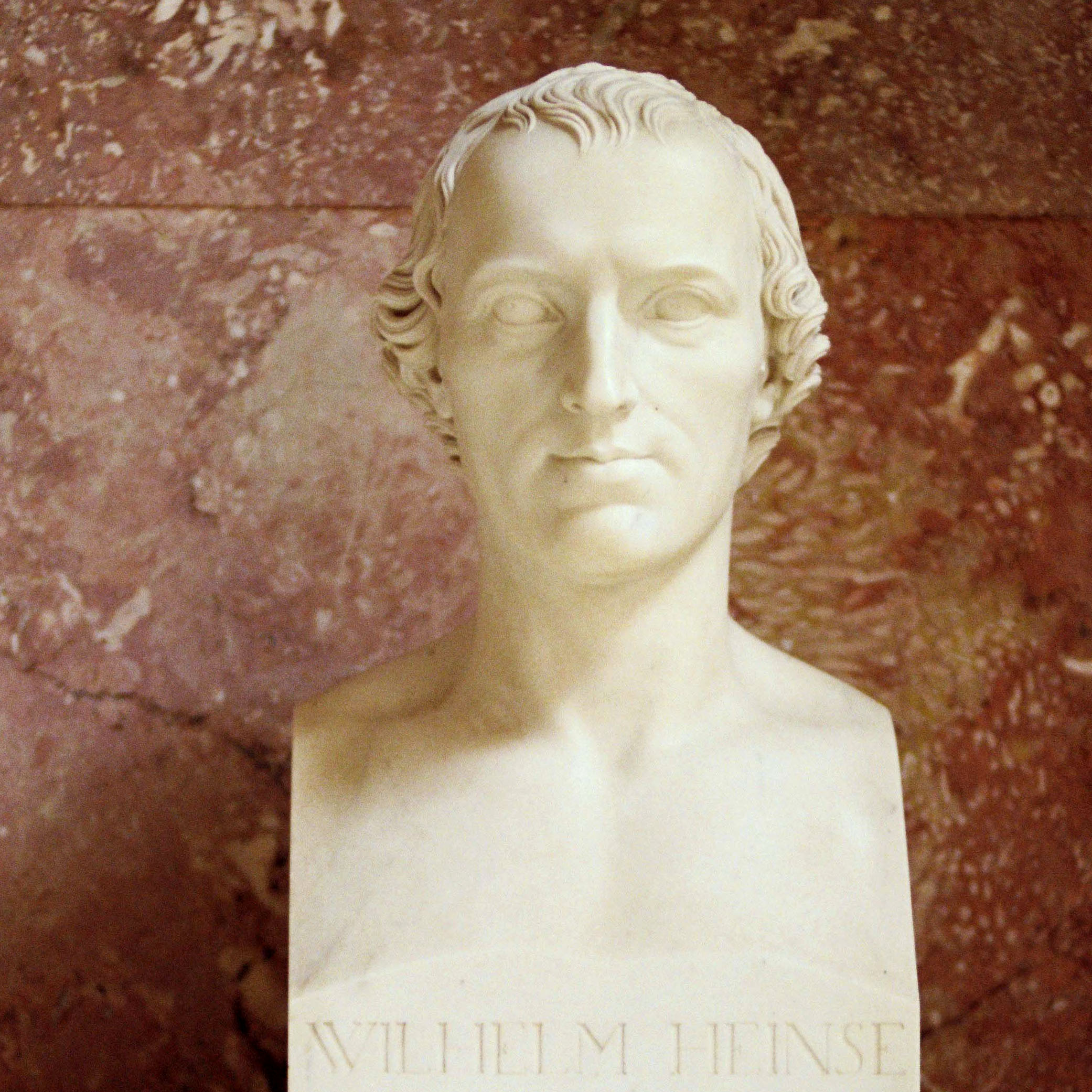
Бюст поэта Вильгельма Гейнзе. Вальхалла